# Gast Michels
Gaston François (Gast) Michels (Echternach, 11 januari 1954 – Marseille, 5 februari 2013) was een Luxemburgs beeldhouwer, kunstschilder en docent.

## Leven en werk
Gast Michels werd geboren in de kraamkliniek in Echternach, als zoon van handelsagent en amateurschilder Joseph Michels en Pauline Steines, en groeide op in Consdorf. Na het Lycée classique d'Echternach studeerde hij aan het Institut Supérieur des Beaux-Arts Saint Luc in Luik (1974-1980), als leerling van Pierre Deuse. Na zijn terugkeer in het groothertogdom gaf hij les aan de Zomeracademie in Luxemburg en het Lycée Nic-Biever in Dudelange, vanaf 1982 gaf hij daarnaast in de avonduren les aan het Lycée Technique des Arts et Métiers in Luxemburg-Stad. In 1983 en 2008 was hij resident in de Cité Internationale des Arts in Parijs. In 1988 legde hij het docentschap neer en richtte zich op zijn loopbaan als kunstenaar.
Michels maakte sculpturen, schilderijen en prenten, boekillustraties, wandschilderingen en incidenteel ook keramiek en tapijten. Vanaf de jaren 90 maakte hij ook digitale composities. Tussen 1978 en 2011 had Michels veertig solotentoonstellingen, hij toonde daarnaast zijn werk tijdens diverse groepstentoonstellingen in binnen- en buitenland. Hij was lid van de kunstenaarsvereniging Cercle Artistique de Luxembourg (CAL), waar hij vanaf 1981 deelnam aan de salons. In de periode 1987-1994 was hij bestuurslid van de CAL. Hij ontving meerdere prijzen voor zijn werk, waaronder de Prix de Raville 1987, ex aequo met Patricia Lippert, op de Salon du CAL.

## Enkele werken
- ca. 1986 L'envoi de dédale, wandschildering in de Ecole de Commerce et de Gestion, Luxemburg-Stad.
- 1993 wandschildering in de Ecole maternelle de l'Ecole européene, Kirchberg.
- 1999 Hommage aux étoiles, stalen sculptuur.
- 2000 Hommaga à Saint-Exupéry, digitale compositie, Collection EUROCONTROL, Luxemburg-Stad.
- 2001 Oasis, digitale compositie in de vergaderzaal bij Mercedes Benz s.a.
- 2004 SNCT, stalen sculptuur bij de Société Nationale de contrôle technique in Esch-sur-Alzette.
- 2006 Atmosphère urbaine, fresco voor het gemeentebestuur van Luxemburg-Stad
- 2007 L'aigle, wandsculptuur in acrylglas, voor de gemeentelijke administratie van Echternach.

## Onderscheidingen
- 1983 Prix de la Peinture op de Biennale des Jeunes in Esch-sur-Alzette.
- 1987 Prix de Raville op de Salon du CAL.
- 1996 1er Prix Concours Siemens, Luxemburg.